# L'amore fa male
L'amore fa male è un film del 2011 diretto da Mirca Viola.

## Trama
Germana è un'aspirante attrice dal poco talento e sfortunata, madre un po' sconsiderata e amante di un ricco avvocato che la sostiene economicamente. Elisabetta, la sua vicina di casa, viceversa è una dottoressa di successo, troppo chiusa nei suoi schemi per accorgersi che il marito è omosessuale finché non rimane sola, con molte domande.
Quando Gianmarco, un padre di famiglia in crisi lavorativa, salva la figlia di Germana da un incidente, tra i due scocca la scintilla. Peccato che lei non sappia che lui è sposato e che è amico di Elisabetta. Il destino li mette di fronte alla realtà quando, durante una vacanza in Sicilia, si ritrovano tutti insieme, costringendoli al confronto.

## Accoglienza

### Incassi
Il film è stato presentato nei cinema dal 7 ottobre 2011 al 9 ottobre 2011 incassando in totale 66025 € su 92 sale.

### Critica
Il film fu accolto abbastanza freddamente dalla critica;furono lodate più che altro le prove attoriali, in particolare quelle di Stefania Rocca e Nicole Grimaudo.